# Steatoda bipunctata
Steatoda bipunctata (Linneo, 1758) è un ragno appartenente alla famiglia Theridiidae.

## Distribuzione
La specie è stata reperita in diverse località della regione olartica.

## Tassonomia
È la specie tipo del genere Steatoda Sundevall, 1833.
Non sono stati esaminati esemplari di questa specie dal 2011.
A dicembre 2013, non sono note sottospecie